# Словенци у Аргентини
Словенци у Аргентини или словеначки Аргентинци (словен. argentinski Slovenci) су Словенци који живе у Аргентини. Према речима Јернеја Зупанчича из Словеначке академије наука и уметности, њих је око 30.000.

## Историја
Словенци у Аргентини су потомци три главне групе досељеника који су стигли из словеначких земаља углавном у 20. веку. Први су били економски досељеници из Прекомурја и мађарски Словенци. Други, много јачи талас представљали су Словенци из Јулијске крајине који су се 30-их година 20. века преселили у Аргентину да би избегли италијански фашистички прогон; долазили су углавном из Випавске долине и Крашке висоравни. Њихов број је процењен на око 30.000. Трећи талас чинили су словеначки политички емигранти који су се населили у Аргентини после 1945. да би избегли комунистички прогон. Њихов број је био између 6.000 и 8.000. Већина потомака ове друге групе још увек користи словеначки језик, укључујући и имигранте друге и треће генерације.
Они су концентрисани углавном у Буенос Ајресу и Великом Буенос Ајресу, Сан Карлос де Барилочеу и Мендози, са неким мањим заједницама насељеним у Росарију, Сан Мигел де Тукуману и Парани.
Словеначки Аргентинци су изградили друштвене клубове у којима се редовно састају. Ови клубови делују као културни, спортски и верски центри. У сваком од ових центара обично постоји и суботња основна школа на словеначком језику за децу од 5 до 12 година. Три од ових центара имају и суботњу средњу школу за омладину узраста од 13 до 18 година. По завршетку овог курса ученици најчешће путују у Словенију где похађају двонедељни курс језика и познају домовину својих предака.
Имају много културних, друштвених и верских организација, скоро све удружене у удружење Уједињена Словенија. Ова организација уређује недељне новине на словеначком језику под називом Svobodna Slovenija (Слободна Словенија) у којима се објављују вести из Словеније, словеначке заједнице у Аргентини и словеначке дијаспоре широм света. Постоје и друге публикације културног, друштвеног и верског садржаја. Недељник верски лист Oznanilo (Обавештење, Саопштење) има највише издање од свих публикација. Многи догађаји у словеначкој заједници у Аргентини објављени су у овом листу.
Омладина има и своју организацију под називом SDO-SFZ, која је настала у марту 1949. године и прима словеначке Аргентинце од 15 до 35 година. Њихове главне активности су спортски турнири, културни догађаји, слободне активности и верски и интелектуални сусрети, који се сви одржавају на словеначком језику. И поред тога што међу собом нормално говоре шпански, већина младих говори словеначки прилично течно.

## Значајне личности
- Андрес Коговшек, рукометаш
- Кристијан Поглајен, одбојкаш
- Алојз Гержинич, композитор
- Андреј Бајук, банкар и политичар
- Антон Новачан, писац, политичар и дипломата
- Бернарда Финк, оперска певачица
- Емилио Комар, филозоф
- Франц Роде, кардинал Римокатоличке цркве
- Иван Ахчин, новинар, социолог и политичар
- Хуан Васле, певач и новинар
- Лукас Марио Хорват, фудбалер
- Маркос Финк, певач
- Педро Опека, мисионар
- Тине Дебељак, историчар књижевности и есејиста
- Виктор Сулчич, арх
- Бренда Асницар, глумица
- Лучано Поцрњич, фудбалер
- Андрес Вомбергар, фудбалер